# Ben-Zion Gopstein
Ben-Zion Gopstein (en hebreo: בנצי גופשטיין‎, 10 de septiembre de 1969) es un activista político afiliado a la derecha radical en Israel. Es estudiante del rabino Meir Kahane y director de Lehava, una organización israelí de antiasimilación judaica. Fue miembro del concejo de Kiryat Arba de 2010 a 2013.

## Kahanismo

Grafiti con el símbolo del movimiento Kach. Arriba de este se encuentra un comentario en su contra que se traduce «judíos nazis».

Gopstein es un seguidor del kahanismo, una ideología desarrollada y promovida por el rabino Meir Kahane, fundador de la Liga de la Defensa Judía y del partido Kach en Israel. Gopstein fue otrora miembro activo del movimiento Kach, pero desde 1988 el Comité Electoral Central prohibió la participación del partido en las elecciones por sus posiciones abiertamente racistas, hasta su ilegalización definitiva en 1994 bajo la ley de terrorismo de 1948 tras la participación del movimiento en la matanza de Hebrón. Además de ser seguidor de sus enseñanzas, Gopstein ha participado en algunas conmemoraciones dedicadas a Kahane.
Gopstein fue arrestado y luego liberado en 1990 en un caso relacionado con el asesinato de una pareja árabe. Esta pareja fue asesinada poco después del homicidio de Kahane, pero el crimen nunca fue resuelto. En 1994, Gopstein fue asignado a una detención administrativa por su relación con la organización de Kahane, tras la ilegalización del movimiento.

## Hemla
Gopstein fue director de relaciones públicas de Hemla, una organización no lucrativa financiada con fondos públicos. Por muchos años, Hemla se enfocó en «salvar a las hijas de Israel» de matrimonios mixtos con hombres palestinos y recibió 175 000 USD del estado cada año desde 2005 hasta 2013. Parte de los fondos públicos se destinaron para el salario de Gopstein. Mientras algunos consideraban que Hemla se enfocaba en evitar que las mujeres judías tuviesen relaciones sentimentales con hombres árabes, Gopstein describió la constitución de Hemla en una entrevista con Haaretz: Hace algunos años era más relevante el tema de las muchachas saliendo con árabes, pero hoy es menos importante: es más relevante el tema de las muchachas jaredíes con todo tipo de problemas. [La residencia Hemla] es el único hogar para las muchachas jaredíes. Ellas no se llevan bien con la familia, pues hay incesto y cosas así... no necesariamente árabes y falta de asimilación. Este es el hogar para las muchachas jaredíes que no pueden permanecer en casa.

## Lehava

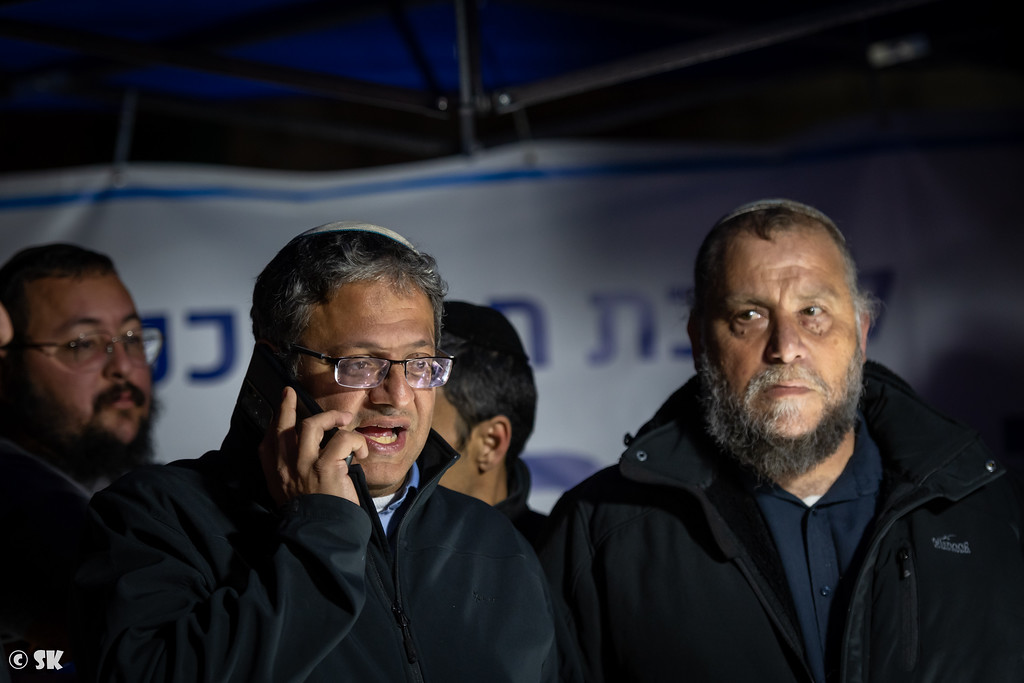
Bentzi Gopstein con el político de extrema derecha israelí Itamar Ben-Gvir en Sheij Yarrah en febrero de 2022.

Lehava es una organización antiasimilación dedicada a prevenir las relaciones personales, sentimentales y de negocios entre judíos y no judíos, particularmente árabes. Además de oponerse a los matrimonios entre personas de diferente religión o etnia y de promover la discriminación en contra de los árabes a la hora de contratar empleados, Lehave también alienta a que los israelíes informen a la organización los nombres de los judíos que alquilan casas de palestinos para poder humillarlos públicamente.
Un grupo de organizaciones israelíes antirracistas presentaron una demanda a la Corte Suprema de Israel contra Lehava y contra Gopstein. Según la demanda, además de promover la discriminación contra los palestinos, Gopstein felicitó a unos jóvenes judíos que atacaron a un palestinos en Jerusalén. En el ataque, una víctima quedó inconsciente y fue hospitalizada.
Tres miembros de Lehava fueron arrestados en 2013 y acusados en 2014 por provocar incendios y pintar grafitis antiárabes en Mano a Mano, un centro mixto de educación para judíos y árabes. Gopstein fue arrestado poco después por incitación. En 2015 se informó que Moshé Yalón, ministro de Defensa de Israel, ordenó a la Shabak y al Ministerio de Defensa reunir la evidencia necesaria para calificar a Lehava como organización terrorista. Gopstein declaró duramente contra Yalón: «Sugiero que [Yalón] se ponga el objetivo de prohibir el movimiento islámico antes que preocuparse por un movimiento antiasimilación. En vez de hacerse cargo de un enemigo de Israel, el ministro de Defensa está tratando de ganar votos de la izquierda al hacerse cargo de Lehava. El grupo actúa para salvar a las hijas de Israel y merece el Premio Israel».
El periodista Liat Bar-Stav se infiltró en Lehava e informó sobre el liderazgo de Gopstein. Bar-Stav describió una reunión que Gopstein presidió para sus seguidores en la cual les dijo que «hace cerca de 45 años, el rabino Kahane dijo, gritó y proclamó que los enemigos entre nosotros son un cáncer y que si no tomamos este cáncer para deshacernos de él entonces ya no existiremos más. Desafortunadamente, este peligroso cáncer de coexistencia ha hecho metástasis en todos lados. Hay varios ministros del Gobierno que alientan la coexistencia, que les da trabajo [a los no judíos], que les permite acceder al mundo tecnológico moderno, que les permite hacerse doctores». Mientras el público respondía tanto con rechazo como con aprobación, Gopstein continuó: «El cáncer del que hablamos al inicio también tiene vástagos en la Knéset de Israel. Hace treinta años, el rabino Kahane se puso de pie en la Knéset y sacó una soga de ahorcamiento para los traidores, un nudo para los miembros árabes de la Knéset que estaban allí. “No es una amenaza, es una promesa”, dijo el rabino cuando le atacaron por hacerlo. Así que esto es lo que quiero desearle [al exmiembro de la Knéset Azmi Bishara en vuestro nombre». En este punto del discurso, Gopstein mostró una soga. «¡Tu día llegará, Azmi! ¡Estamos esperando que el Gobierno israelí vaya y te cuelgue del árbol más alto! Azmi, solo agradécele al rabino Kahane por asegurarse de que algún día serás ahorcado». Además, su cuenta en Facebook ha manipulado imágenes de miembros palestinos israelíes de la Knéset para que parezca que han sido ahorcados.
Gopstein no ha limitado su antiasimilación a Israel. Escribió una carta a Mark Zuckerberg, cofundador de Facebook, protestando en contra de su matrimonio con una mujer no judía y en contra de que los palestinos utilicen Facebook. «En Israel, la asimilación también nos está dañando bastante debido a tu Facebook, donde cada Mohammed se llama ImpermeableCitadino y donde cada Yusuf se hace llamar Príncipe Azul».

## Actitud hacia los cristianos
Gopstein ha hecho llamados a la quema de iglesias cristianas. Su posición se ha centrado en discutir si la norma de Maimónides de eliminar el culto iconográfico es válida también en los tiempos modernos. En el sitio web jaredí Kooker, Gopstein publicó un artículo en diciembre de 2015 llamando a la supresión de las celebraciones de Navidad en Israel y a la expulsión de los cristianos, a quienes comparó con vampiros. «La Iglesia cristiana ha sido el enemigo mortal del pueblo judío por siglos: sus misioneros merodean en busca de presas en Jerusalén». En represalia a estos llamamientos, varios grupos israelíes han solicitado que se le investigue por incitación al odio.